# William DuVall
Pour les articles homonymes, voir Duvall.
William DuVall (né le 6 septembre 1967 à Washington, D.C.) est un musicien américain connu pour être le chanteur du groupe Alice in Chains depuis 2006, prenant la relève de Layne Staley, décédé en 2002.
Il est aussi membre fondateur, chanteur, guitariste et auteur du groupe Comes with the Fall.
En 2012, il fonde le groupe Giraffe Tongue Orchestra avec Ben Weinman (The Dillinger Escape Plan), Brent Hinds (Mastodon), Thomas Pridgen (The Mars Volta) et Pete Griffin (Dethklok, Zappa Plays Zappa). Leur premier album, Broken Lines, sort en septembre 2016.